# Sam Andrew
Sam Houston Andrew III (18 de diciembre de 1941-12 de febrero de 2015) fue un músico, cantante y compositor estadounidense, reconocido por haber sido uno de los miembros fundadores de la banda de rock Big Brother and the Holding Company, en la que compartió escenario con la popular cantante Janis Joplin. Durante su carrera como músico y compositor, Andrew logró tres álbumes de platino y dos hit singles. Sus canciones han sido usadas en películas y documentales. Falleció en San Francisco, California el 12 de febrero de 2015, debido a complicaciones de una cirugía a corazón abierto.